# کونتینارو
کونتینارو (نام علمی: Kuntinaru) نام یک سرده از زیرخانواده گلوله‌ایان است.